# El Alia (délégation)
El Alia est une délégation tunisienne dépendant du gouvernorat de Bizerte.
En 2004, elle compte 24 539 habitants dont 12 422 hommes et 12 117 femmes répartis dans 5 171 ménages et 6 069 logements.